# Super GT
Super GT är en huvudsakligen japansk racingserie för GT-bilar.

## Historia
Serien startade 1994 som JGTC, vilket enbart kördes i Japan, och blev alltmer populärt under det kommande decenniet. Från och med 2005 bytte serien namn till Super GT, med inriktning på att bli ett internationellt mästerskap i Östasien. Det blev dock bara export till Malaysia, men det räknas inte längre formellt som et japanskt mästerskap, även om det bara är japanska team som ställt upp. Serien sanktioneras numera av FIA.

## Bilar
I Super GT används många olika sorters bilar. Till exempel BMW, Lamborghini, McLaren, Porsche, Honda m.m.
Men de vanligaste bilarna inom sporten är Lexus och Nissan (oftast Nissan GT).